# 메리노 머스터
메리노 머스터(영어: Merino Muster)는 뉴질랜드 남섬에서 개최되는 크로스컨트리 스키 마라톤 대회이다. 1995년부터 시작하였으며, 2014년부터 월드로펫의 일부가 되었다.